# Sofia Hultén
Sofia Hultén (* 10. Februar 1972 in Stockholm, Schweden) ist eine in Berlin lebende schwedische Künstlerin.

## Leben
Hultén wurde 1972 in Stockholm geboren und wuchs in Birmingham auf, wo sie an der Sheffield Hallam University Bildhauerei studierte. 1998 zog sie für ein Stipendium der Hochschule der Künste nach Berlin, wo sie heute lebt. Sie verwaltet ab dem Wintersemester 2018 die Professur für Bildhauerei an der Hochschule für Bildende Künste Braunschweig.

## Werk
Ausgangspunkt der Arbeiten von Sofia Hultén sind meist Gebrauchsgegenstände oder gefundene Objekte, die sie bearbeitet oder in einem neuen Zusammenhang arrangiert. Dabei untersucht sie genauestens die Spuren, die auf den Gegenständen zu finden sind und ordnet sie einem chronologischen Ablauf zu. In ihren Arbeiten untersucht sie die Handlungsmöglichkeiten, indem sie etwa die chronologische Reihenfolge der Veränderung an den Gegenständen vertauscht. Auf diese Art und Weise behandelt sie mit minimalen Eingriffen die großen Frage nach Raum und Zeit.
Hultén gestaltet Video-Arbeiten, Installationen, Skulpturen und Fotografien.

## Auszeichnungen
- Moderna Museets Vänners Skulpturpris (2011)[6]

## Ausstellungen (Auswahl)

### Einzelausstellungen
- 2013 How Did It Get So Late So Soon, Kunstverein Braunschweig
- 2015 When Lines Are Time, Espai13, Fundació Miró, Barcelona
- 2018 Here’s the Answer, What’s the Question?, Ikon Gallery, Birmingham und Museum Tinguely, Basel
- 2019 Unstable Fakers of Change in Self, KINDL Berlin

### Gruppenausstellungen
- 2016 Echtzeit – Die Kunst der Langsamkeit, Kunstmuseum Bonn
- 2017 Revolution in red, yellow and blue – Gerrit Rietveld and contemporary art, Marta Herford
- 2017 Mit den Händen zu greifen und doch nicht zu fassen, Kunsthalle Mainz
- 2018 Germany Is Not An Island – Contemporary Art Collection of the Federal Republic of Germany, Acquisitions 2012–2016, Bundeskunsthalle, Bonn